# Ambaguio
Ambaguio é um município de  quinta classe de renda municipal (d) na província Nova Vizcaya, nas Filipinas. De acordo com o censo de 1 de maio  de  2020 possui uma população de 15 472 pessoas e 3 872 domicílios.